# Thứ Ba
Thứ Ba là một ngày trong tuần nằm giữa thứ Hai và thứ Tư. Thứ Ba trong một số tiếng phương Tây và tiếng Nhật được lấy tên từ Sao Hỏa.
Tiếng Việt chịu ảnh hưởng từ tiếng Bồ Đào Nha vốn gọi ngày này trong tuần là terça-feira, nghĩa là "ngày lễ thứ ba". Một số ngôn ngữ khác như tiếng Ả Rập, tiếng Hy Lạp, tiếng Do Thái, tiếng Thổ Nhĩ Kỳ cũng gọi ngày trong tuần theo thứ tự đó.
Trong Tiếng Trung, ngày này được gọi là Tinh kỳ nhị (chữ hán: 星期二) nghĩa là kỳ sao thứ hai. Trong tiếng Nhật và tiếng Hàn, ngày này được gọi là Hỏa Diệu Nhật (Kanji/Hanja: 火曜日, Kana: かようび - ka yōbi, Hangeul: 화요일 - hwa yo il), nghĩa là "ngày Hỏa Diệu" hay "ngày Sao Hỏa".